# 小林三剛
小林 三剛（こばやし さんごう、1931年 - 1998年）は、長野県出身の易学者。本名・敏雄。「昭和の易聖」とも呼ばれる加藤大岳に師事。「大岳易」を継承。
東洋鍼灸専門学校卒業。
加藤大岳門下で易経を学び、東京易占学校を創設。
東洋医学の研究も続け、東洋医学原論研究会会長を務める。
千葉県千葉市で関東鍼灸専門学校を経営し、鍼灸師の育成を行う。
アメリカ合衆国カリフォルニア州ゴールデンステート大学哲学博士。

## 主な著書
- 『現代易占術（上・中・下）』（加藤大岳監修）
- 『東洋医学講座』自然社
- 『占い百科』日東書院
- 『運・不運・開運』講談社
- 『家相学入門』永岡書店
- 『病気を治す一〇〇の秘法』ナツメ社
- その他、著作は50冊に及ぶ。